# Moritzburg, Halle

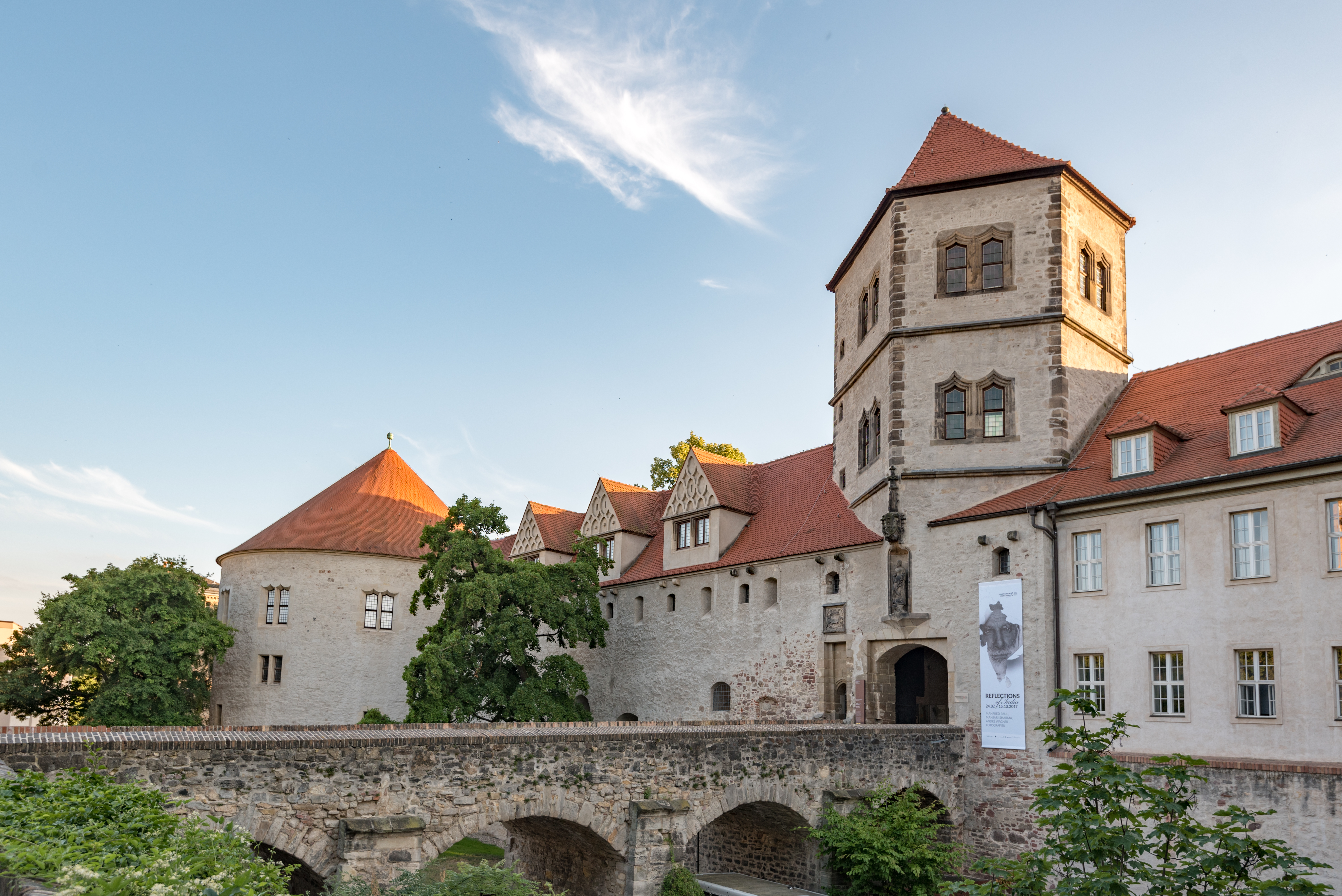
Slottets huvudportal sedd från nordost.

Moritzburg är ett befäst renässansslott och konstmuseum i Halle (Saale) i Sachsen-Anhalt, Tyskland. Slottet började uppföras i sengotisk stil 1484 under ärkebiskop Ernst II av Sachsen, som residens för furstärkebiskoparna av Magdeburg, och fullbordades av efterträdaren Albrekt av Brandenburg.
Slottet förstördes delvis i trettioåriga kriget genom en brand 1637 och den sydvästra bastionen sprängdes 1639 av sachsiska trupper under belägringen av den svenska garnisonen. Slottet kom därefter att i skadat skick stå kvar som ruin, medan det 1531 uppförda Neue Residenz kom att överta funktionen som ärkebiskopens residens.
Sedan 1904 är Moritzburg konstmuseum och 2005–2008 genomfördes en större tillbyggnad av utställningslokalerna i nord- och västflygeln efter ritningar av arkitekterna Enrique Sobejano och Fuensanta Nieto.